# Mariolaemus escalerai
Mariolaemus escalerai is een keversoort uit de familie dwergschorskevers (Laemophloeidae). De wetenschappelijke naam van de soort werd in 1905 gepubliceerd door Antoine Henri Grouvelle.